# オロモ・ソマリ・アファール解放同盟
オロモ・ソマリ・アファール解放同盟（オロモ・ソマリ・アファールかいほうどうめい、英語: Oromo-Somali-Afar Liberation Alliance,OSALA）はソマリアに本拠を置くエチオピアのイスラム系反政府組織。

## 概要
1997年8月、同年6月のエチオピア政府によるソマリア南部・ゲド州のムスリム運動・アル・イタハド・アル・イスラミの根拠地への攻撃に対して、ソマリア亡命中のイスラム主義者によって結成された。エチオピアのメレス・ゼナウィ政権に対して、武力闘争を行うことを宣言した。代表者はB.フセイン議長。